# David Moncoutié
David Moncoutié, född 30 april 1975 i Provins, Seine-et-Marne, är en fransk före detta professionell tävlingscyklist. Han tävlade för det franska cykelstallet Cofidis från 1997 fram till och med 2012. Moncoutié har vunnit två etapper på Tour de France 2004 och 2005 samt fyra etapper på Spanien runt under 2008, 2009, 2010 och 2011. Han har även vunnit bergstävlingen på Spanien runt fyra gånger i följd mellan 2008 och 2011.

## Bakgrund
David Moncoutié hade ingen anknytning till cykelsporten när han varit liten. Han spelade fotboll tills han var 16 år innan han började cykla tillsammans med en vän. Han tog en studentexamen i biologi när han gick på lycée. Hans föräldrar och två systrar arbetade för posten och de undrade om inte han också skulle börja arbeta där. Efter en cykeltur med sina vänner där han cyklade ifrån dem trots att han hade en sämre cykel bestämde sig Moncoutié för att börja cykla för den lokala klubben Entente Vélocipédique Bretenous-Bars. Redan på sin andra tävling började han att vinna tävlingar.
Moncoutié fortsatte att spela fotboll men slutade när han valde att satsa på tävlingscyklingen. Hans dröm var att vinna en bergsetapp i Tour de France. Under 1995 anslöt Moncoutié till en klubb i Blagnac, ett distrikt i Toulouse, innan han tog sin examen och sen började arbeta på posten, precis som sin familj.

## Proffskarriär

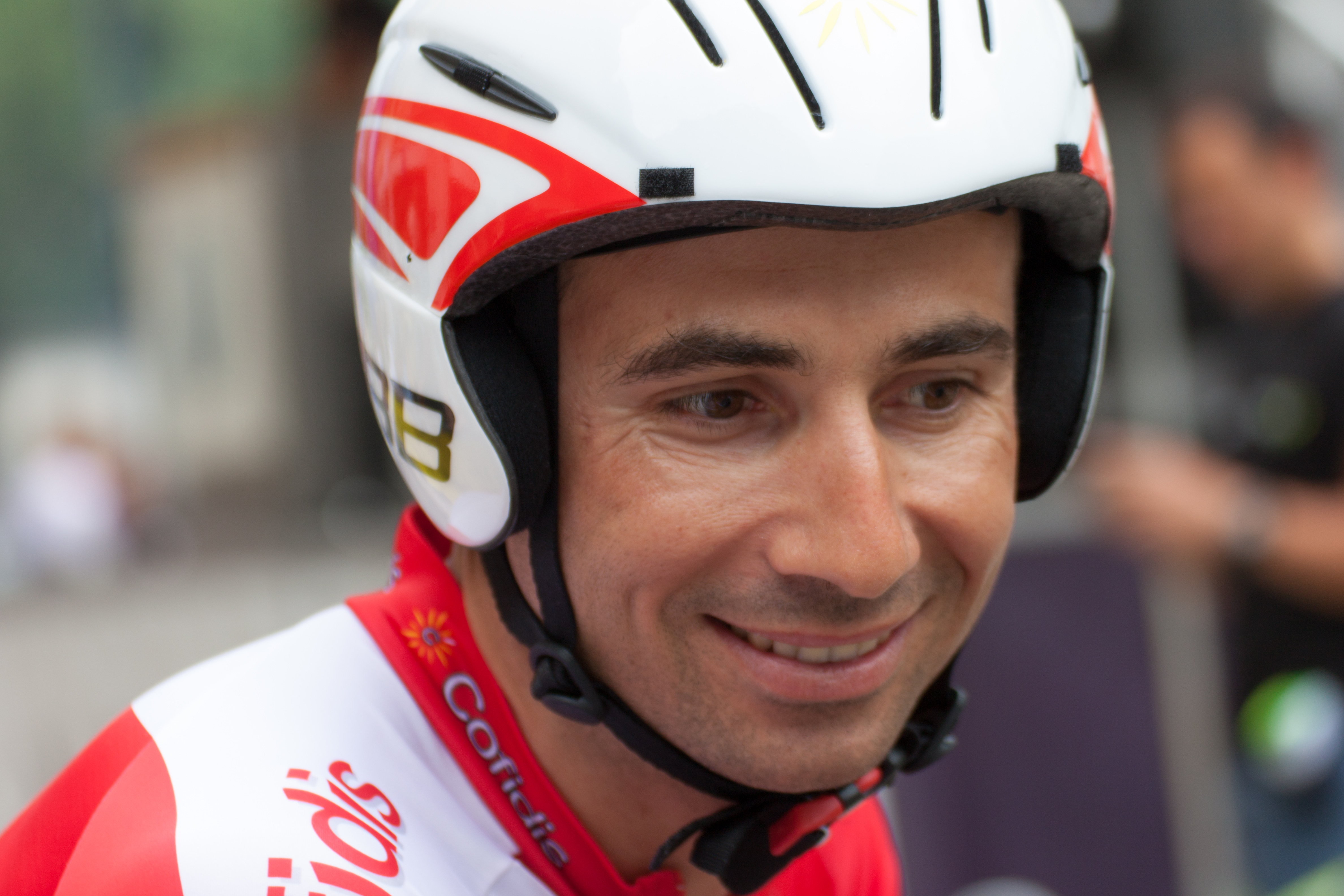
Moncoutié under Critérium du Dauphiné 2012.

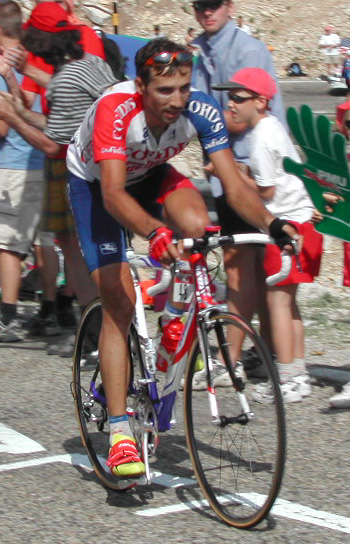
David Moncoutié under Tour de France 2002.

Det var Cofidis sportchef Cyrille Guimard som erbjöd Moncoutié en plats i det franska laget efter att ha sett honom inför nationsmästerskapens U23-lopp 1996. Han anslöt till Cofidis-stallet inför säsongen 1997. Han vann etapp 6 av Dauphiné Libéré 1999. Året därpå vann han etapp 7 av Tour de l'Avenir.
Efter att Moncoutié tagit hem segern i Clásica de Alcobendas i maj 2002 slutade han på 13:e plats i Tour de France 2002 och visade upp sig flera gånger på bergsetapperna. Under säsongen 2003 vann Moncoutié en etapp på Baskien runt och slutade på 13:e plats i Katalonien runt samt på sjätte plats under Dauphiné Libéré.
Säsongen 2004 var problematisk för Cofidis-stallet eftersom de blev indragna i en dopningsskandal där flera av cyklisterna blev anklagade för att ha dopat sig. En av huvudpersonerna i skandalen, Philippe Gaumont, berättade senare att Moncoutié och Janek Tombak var de enda cyklisterna som inte hade använt sig av dopningspreparat i stallet. Cofidis drog sig ur alla tävlingar under de första månaderna av året, men i juli fick Moncoutié sitt stora genombrott när han vann en etapp på Tour de France 2004 till Figeac. Moncoutié hade tillbringat dagen i en utbrytning och under den sista klättringen valde han att attackera tillsammans med Juan Antonio Flecha och Egoi Martinez. Några dagar senare slutade han på nionde plats i tempoloppet uppför Alpe d'Huez.
Följande år vann Moncoutié Tour de France-etappen från Briançon till Digne-les-Bains på den franska nationaldagen, 14 juli. Under Paris–Nice 2005 slutade Moncoutié trea på etapp 5 efter Gilberto Simoni och Cadel Evans. Han vann också bergspristävlingen. Under säsongen gjorde han också bra resultat i Tour Méditerranéen, Tour du Finistère, Katalonien runt och Critérium du Dauphiné Libéré.
Under säsongen 2006 vann Moncoutié bergstävlingen på Paris-Nice. Under samma år vann han också etapp 2 av Baskien runt. 

### 2008
Moncoutié slutade tvåa på Tour de l'Ain 2008 efter tysken Linus Gerdemann. Dagen innan hade han slutat tvåa på etapp 3a och trea på etapp 3b. Tidigare under säsongen hade han haft svårt att göra resultat men i början av året slutade han tvåa i bergstävlingen i Tour Down Under efter belgaren Philippe Gilbert. Han slutade tvåa på etapp 3 av Tour Méditerranéen och i slutet av tävlingen stod det klart att han slutat tvåa i tävlingens sammandrag efter ryssen Aleksandr Botjarov. 
Under Vuelta a España 2008 vann Moncoutié etapp 8 efter en soloutbrytning. Alejandro Valverde och Alberto Contador slutade tvåa respektive trea på etappen. Moncoutié vann också tävlingens bergstävling och slutade på åttonde plats i slutställningen.

### 2009
Moncoutié vann etapp 6 uppför Mont Faron på Medelhavsloppet. Han slutade på femte plats på etapp 6 av Paris-Nice 2009 och dagen därpå tog han sjunde platsen på etapp 7. Moncoutié slutade på tredje plats i bergstävlingen på Romandiet runt bakom Laurens Ten Dam och Mathieu Sprick. Han vann etapp 7 av Criterium du Dauphiné Libéré till Saint-François-Longchamp. När tävlingen var över stod det klart att han hade slutat på andra plats på Criterium du Dauphiné Libérés bergstävling bakom Pierrick Fédrigo. 
I augusti slutade Moncoutié på tredje plats på etapp 3a av Tour de l'Ain. Han slutade tvåa på etapp 4 bakom Rein Taaramäe. Han slutade Tour de l'Ain på tredje plats bakom Taaramäe och Chris Horner. 
Tidigare under säsongen hade Moncoutié försökt att vinna bergspristävlingen på Tour de France 2009, men misslyckades med detta. I stället valde han att försöka vinna bergstävlingen i Vuelta a España och slutade tvåa på etapp 8 av Vuelta a España 2009 bakom Damiano Cunego. Han vann senare etapp 13 av tävlingen framför Ezequiel Mosquera och Alejandro Valverde. Moncoutié vann Vuelta a Españas bergspristävling 2009 framför David de la Fuente och Julián Sánchez Pimienta.

### 2010
Trots funderingar på att avsluta sin karriär valde Moncoutié att fortsätta som proffscyklist under 2010. Han slutade på tredje plats i Tour of Turkey bakom Giovanni Visconti och Tejay van Garderen. I maj deltog han för första gången i Giro d'Italia. I juni tog han segern i Route du Sud efter sin etappseger på etapp 2b, ett tempolopp i bergen. Efter segern sade han att han önskade stå över Tour de France och i stället satsa på Vuelta a Espana, men när tävlingen närmade sig valde han ändå att starta i den franska tävlingen. Som förberedelse inför Vuelta a España slutade han trea i Tour de l'Ain och tog också andra platsen på den sista etappen. Han startade Vuelta a España med målet att försöka vinna bergspristävlingen för tredje året i rad. Moncoutié tog en soloseger på etapp 8 innan han slutade fyra på den nionde etappen. Det blev snart klart att Moncoutié hade lyckats vinna bergstävlingen för tredje gången.

### 2011
Moncoutié började säsongen 2011 med en seger till toppen av Mont Faron under Medelhavsloppet. Han vann också loppet totalt, vilket blev hans tredje totalseger under sin karriär efter vinster på Clásica de Alcobendas 2002 och Route du Sud 2010.
På Tour de France 2011 valde Moncoutié att bryta sig loss från utbrytningsgruppen under etapp 13 mellan Pau och Lourdes. Vid olika tillfällen uppför Col d'Aubisque attackerade han tillsammans med Jérémy Roy och Thor Hushovd. Efter stigningen låg Roy åtta minuter framför klungan, medan Hushovd och Moncoutié jagade honom. I slutet lämnade Hushovd Moncoutié bakom sig för att ta etappsegern. Moncoutié slutade tvåa medan en trött Jérémy Roy cyklade in som trea. Under större delen av tävlingen hjälpte Moncoutié sin lagkamrat Rein Taaramäe att behålla den vita ungdomströjan, men slutligen förlorade Taaramäe ungdomstävlingen till Pierre Rolland.
Moncoutié vann Tour de l'Ain innan Vuelta a España startade. Han startade Spanien runt med målet att vinna en etapp och bergspristävlingen för fjärde året i rad. På etapp 11 attackerade han och vann etappen framför Benat Intxausti. Moncoutié tog sedan segern i bergspristävlingen.

### 2012
I september 2011 berättade David Moncoutié att han tänkte fortsätta under ytterligare ett år. Han bestämde sig för att satsa på Vuelta a España och inte cykla Tour de France 2012. Moncoutié slutade på tredje plats under Dauphiné Libérés bergspristävling.

## Stall
- Cofidis 1997–2012